# Martin, Slovacia
Martin, până în 1950 Turčiansky Svätý Martin, (în germană Sankt Martin, în maghiară Turócszentmárton) este un oraș din Slovacia cu 61.025 locuitori.

## Istoric
- Declarația de la Martin

## Demografie
| An:                | 1994   | 2004   | 2014   | 2024    |
| ------------------ | ------ | ------ | ------ | ------- |
| Număr de persoane: | 60.511 | 59.449 | 56.053 | 50.346  |
| Diferență:         |        | −1,75% | −5,71% | −10,18% |

| An:                | 2023   | 2024   |
| ------------------ | ------ | ------ |
| Număr de persoane: | 50.629 | 50.346 |
| Diferență:         |        | −0,55% |

## Personalități
- Janko Jesenský (1874-1945), scriitor
- Barbora Bobuľová (n. 1974), actriță